# Freddy Head
Pour les articles homonymes, voir Head.
Freddy Head (né le 19 juin 1947 à Neuilly, Seine) est un ancien jockey, reconverti en entraîneur de chevaux de courses, spécialisé dans les courses de plat.

## Carrière
Freddy Head fait partie d'une illustre famille du monde des courses, puisque son père, Alec Head, fut lui-même jockey avant de devenir un grand entraîneur (4 Prix de l'Arc de Triomphe à son actif) et un éleveur très important, tandis que sa sœur, Christiane "Criquette" Head, brille elle aussi comme entraîneur, ayant remporté nombre de victoires prestigieuses. Son grand-père William fut quant à lui l'un des plus grands jockeys d'avant-guerre. La carrière de Freddy Head s'envole en 1966 quand, âgé de 19 ans, il s'adjuge le Prix de l'Arc de Triomphe en selle sur Bon Mot. Il gagnera trois autres éditions, dont l'une particulièrement marquée par le sceau familial, puisque, en 1979, Three Troikas, une pouliche élevée par son père, l'emporta sous les couleurs de sa mère et l'entraînement de sa sœur.
Récipiendaire du Prix Claude Foussier de l'Académie des sports en 1979, six fois cravache d'or entre 1970 et 1980, lauréat de 2937 courses dont plusieurs dizaines de groupe 1, Freddy Head fut le partenaire de nombreux cracks, en tête desquels il faut citer l'inoubliable Miesque, lauréate de dix groupe 1 dont un mémorable doublé dans le Breeders' Cup Mile, et les champions Riverman, Hector Protector, Gold River et bien d'autres. Lié aux plus célèbres casaques, notamment celle de l'Ecurie Niarchos, il montait très souvent pour le célèbre entraîneur François Boutin.
Freddy Head raccroche les bottes en 1997, s'installant comme entraîneur à Gouvieux, en limite de Chantilly. Le succès se fait attendre, mais avec le temps il se construit un riche palmarès, notamment grâce au sprinter Marchand d'Or, à deux champions, Moonlight Cloud et Solow, et surtout à la grande Goldikova, lauréate de 14 courses de groupe 1. En septembre 2022, à 75 ans, il annonce prendre sa retraite à la fin de l'année. Ses enfants, Victoria et Christopher, ont à leur tour embrassé la profession d'entraîneur.

## Palmarès

### Jockey
France
- Prix de l'Arc de Triomphe – 4 – Bon Mot (1966), San San (1972), Ivanjica (1976), Three Troikas (1979)
- Prix du Jockey Club – 4 – Goodly (1969), Roi Lear (1973), Val de l'Orne (1975), Youth (1976)
- Prix de Diane – 4 – Pistol Packer (1971), Reine de Saba (1978), Harbour (1982), Lacovia (1986)
- Poule d'Essai des Poulains – 6 – Green Dancer (1975), Red Lord (1976), Blushing John (1988), Linamix (1990), Hector Protector (1991), Shanghai (1992)
- Prix Saint-Alary – 9 – Tidra (1967), Pistol Packer (1971), Riverqueen (1976), Reine de Saba (1978), Three Troikas (1979), Harbour (1982), Fitnah (1985), Lacovia (1986), Treble (1991)
- Poule d'Essai des Pouliches – 8 – Ivanjica (1975), Riverqueen (1976), Dancing Maid (1978), Three Troikas (1979), Silvermine (1985), Miesque (1987), Matiara (1995), Always Loyal (1997)
- Prix de la Salamandre – 8 – Delmora (1974), Princesse Lida (1979), Maximova (dead-heat, 1982), Baiser Vole (1985), Miesque (1986), Common Grounds (1987), Machiavellian (1989), Hector Protector (1990)
- Prix Jacques Le Marois – 6 – Carabella (1967), Lyphard (1972), Northjet (1981), Miesque (1987 & 1988), Hector Protector (1991)
- Prix Royal-Oak – 6 – Dhaudevi (1968), Bourbon (1971), Busiris (1974), Gold River (1980), Agent Double (1984), Top Sunrise (1989)
- Prix de la Forêt – 5 – Barbare (1966), Regent Street (1968), Lyphard (1972), Ma Biche (1983), Septieme Ciel (1990)
- Prix d'Ispahan – 4 – Riverman (1972), Carwhite (1978), Baillamont (1986), Miesque (1988)
- Prix Lupin – 4 – Green Dancer (1975), Youth (1976), Cudas (1991), Johann Quatz (1992)
- Prix Morny – 4 – Daring Display (1971), Princesse Lida (1979), Machiavellian (1989), Hector Protector (1990)
- Prix Vermeille – 3 – Pistol Packer (1971), Dancing Maid (1978), Three Troikas (1979)
- Prix du Moulin de Longchamp – 3 – Kilijaro (1980), Northjet (1981), Miesque (1987)
- Grand Prix de Saint-Cloud – 3 – Riverqueen (1976), Exceller (1977), Gay Mecene (1979)
- Grand Prix de Paris – 2 – Dhaudevi (1968), Chapparal (1969)
- Grand Critérium – 2 – Saint Cyrien (1982), Hector Protector (1990)
- Prix de l'Abbaye de Longchamp – 2 – Pentathlon (1967), Sigy (1978)
- Prix du Cadran – 2 – Gold River (1981), Karkour (1983)
- Prix Robert Papin – 2 – Ma Biche (1982), Baiser Volé (1985)
- Prix Jean Prat – 2 – Riverman (1972), Le Triton (1996)
- Prix Marcel Boussac – 2 – Miesque (1986), Macoumba (1994)
- Prix Ganay – 1 – Baillamont (1986)
- Prix Maurice de Gheest – 1 – Anabaa (1996)
- Prix de l'Opéra – 1 – Reine Mathilde (1984)

 Royaume-Uni
- 2000 Guineas Stakes – 1 – Zino (1982)
- 1000 Guineas Stakes – 2 – Ma Biche (1983), Miesque (1987)
- Cheveley Park Stakes – 2 – Ma Biche (1982), Pas de Réponse (1996)
- Golden Jubilee Stakes – 1 – King's Company (1971)
- July Cup – 1 – Anabaa (1996)
- Racing Post Trophy – 1 – Green Dancer (1974)

 Irlande
- Irish 2000 Guineas Stakes – 1 – King's Company (1971)
- National Stakes – 1 – King's Company (1970)

 Italie
- Gran Premio del Jockey Club – 1 – Authi (1974)
- Grand Prix de Milan – 1 – Beau Charmeur (1972)

 Allemagne
- Deutschland-Preis – 1 – Lydian (1981)

 États-Unis
- Breeders' Cup Mile – 2 – Miesque (1987, 1988)

 Canada
- E.P. Taylor Stakes – 1 – Devalois (1985)

### Entraîneur
France
- Prix Maurice de Gheest – 7 – Marchand d'Or (2006, 2007, 2008), Moonlight Cloud (2011, 2012, 2013), Polydream (2018)
- Prix Rothschild – 5 – Goldikova (2008, 2009, 2010, 2011), With You (2018)
- Prix Jacques Le Marois – 3 – Tamayuz (2008), Goldikova (2009), Moonlight Cloud (2013)
- Prix du Moulin de Longchamp – 3 – Goldikova (2008), Moonlight Cloud (2012), Charm Spirit (2014)
- Prix d'Ispahan – 3 – Goldikova (2010, 2011), Solow (2015)
- Prix de la Forêt – 2 – Goldikova (2010), Moonlight Cloud (2013)
- Prix Jean Prat – 2 – Tamayuz (2008), Charm Spirit (2014)
- Prix de l'Abbaye de Longchamp – 1 – Marchand d'Or (2008)
- Prix Jean-Luc Lagardère – 1 – Naaqoos (2008)
- Prix Vermeille – 1 – Galikova (2011)
- Prix de l'Opéra – 1 – We Are (2014)
- Prix Saint-Alary – 1 – Queen's Jewel (2015)
- Prix du Cadran – 1 – Call The Wind (2018)

 Royaume-Uni
- Queen Anne Stakes – 2 – Goldikova (2010), Solow (2015)
- Queen Elizabeth II Stakes – 2 – Charm Spirit (2014), Solow (2015)
- July Cup – 1 – Marchand d'Or (2008)
- Falmouth Stakes – 1 – Goldikova (2009)
- Sussex Stakes – 1 – Solow (2015)

 États-Unis
- Breeders' Cup Mile – 3 – Goldikova (2008, 2009, 2010)

 Dubaï
- Dubaï Turf – 1 – Solow (2015)